# Iglesia de San Esteban (Lendoño de Abajo)
La iglesia de San Esteban es un edificio situado en la entidad de población española de Lendoño de Abajo, en la provincia de Vizcaya.

## Descripción
El edificio se encuentra en la entidad de población española de Lendoño de Abajo, del municipio de Orduña, perteneciente a la provincia de Vizcaya, en la comunidad autónoma del País Vasco. Se menciona como iglesia parroquial del lugar en el décimo volumen del Diccionario geográfico-estadístico-histórico de España y sus posesiones de Ultramar de Pascual Madoz, donde aparece descrita con las siguientes palabras: «igl. parr. (San Estéban) servida por un beneficiado de racion entera y 1 de media».